# Maida Vale (Metropolitano de Londres)
Maida Vale é uma estação do Metrô de Londres em Maida Vale no noroeste de Londres. A estação fica na linha Bakerloo, entre as estações Kilburn Park e Warwick Avenue, e está na Zona 2 do Travelcard.
A estação é um edifício classificado como 'Grau II' e de interesse arquitetônico e histórico. Em 2009, a estação ganhou o National Railway Heritage Award, na categoria London Regional.

## História
Uma extensão proposta em 1908 da Linha Bakerloo previa uma parada nas proximidades de Abercorn Place mas esta rota foi rejeitada. Maida Vale foi inaugurada em 6 de junho de 1915 na extensão de metrô de Bakerloo de Paddington a Queen's Park, cinco meses após a extensão. Na época, foi a primeira estação totalmente ocupada por mulheres. As mulheres continuaram a trabalhar na estação Maida Vale até 1919, quando militares que voltavam da guerra as deslocaram. No dia 6 de junho de 2015, a estação comemorou seu 100º aniversário como parte da campanha dos 100 anos da mulher no transporte.

## Localização e layout
A estação está localizada na junção da Randolph Avenue com a Elgin Avenue e tem um edifício de superfície projetado pelo arquiteto Stanley Heaps da Underground Electric Railways Company de Londres. Ele usou um projeto padronizado que aparece em muitos edifícios de estações sob o controle da UERL, enquanto Maida Vale recebeu edifícios no estilo das estações Leslie Green anteriores, mas sem o andar superior. Foi uma das primeiras estações do Metrô de Londres construída especificamente para usar escadas rolantes em vez de elevadores.

## Ligações de transporte
As linhas de ônibus 16, 98 e 332 e as rotas de ônibus noturno N16 e N98 atendem a Maida Vale Road.

## Na cultura popular
O edifício da superfície da estação e os distintos mosaicos da escada aparecem no filme Downhill, de Alfred Hitchcock, de 1927, bem como no filme Runners, de 1983, escrito por Stephen Poliakoff. Ambos os filmes apresentam tomadas em escadas rolantes.
O exterior foi usado para uma cena na adaptação cinematográfica de 1974 da popular sitcom da televisão britânica Man About the House.
Uma cena filmada no nível da plataforma aparece no vídeo do single Believe (2005) dos The Chemical Brothers.
A estação de metrô Maida Vale também aparece em uma montagem de cenas do filme About Time de Richard Curtis, de 2013.
No filme Paddington de 2014, o exterior foi usado para representar a estação fictícia 'Westbourne Oak', um amálgama das estações vizinhas Westbourne Park e Royal Oak.